# Мастер Чиф
Мастер чиф-петти-офицер Джон-117 (англ. John-117), или просто 117, более известный как Ма́стер Чи́ф (Master Chief), — вымышленный персонаж, главный герой серии компьютерных игр Halo.
Мастер Чиф — играбельный персонаж игр Halo: Combat Evolved, Halo 2, Halo 3, Halo 4, Halo 5: Guardians и Halo Infinite. Персонаж также появляется в книгах и графических романах Halo — в том числе «Halo. Падение Предела», «Halo. Потоп», «Halo. Первый удар» и «Halo: Сопротивление». Также имеет камео в других проектах по вселенной Halo.
В соответствии с сюжетами серии Halo, Мастер Чиф — суперсолдат, подготовленный для космической войны в рамках особой программы «Спартанцы». Он постоянно носит бронированный скафандр зелёного цвета с золотым щитком гермошлема; лицо Мастера Чифа никогда не показывалось — оно всегда скрыто шлемом или остаётся за кадром. В играх Мастера Чифа озвучивал актёр и диджей Стив Даунс; строя образ сдержанного, волевого и немногословного героя, Даунс брал за образец кинороли Клинта Иствуда. Мастер Чиф является маскотом и серии Halo, и бренда Xbox, и его образ интенсивно использовался в рекламе игровых консолей этого семейства. Как главный герой серии, Мастер Чиф получал высокие оценки критики и неоднократно входил в различные рейтинги лучших игровых персонажей.
Задача разработки Мастера Чифа для первого появления персонажа в видеоигре Halo: Combat Evolved (2001) от разработчиков Bungie легла на плечи арт-директора Маркуса Лехто и Роберта Маклиса. Позднее Ши Кай Ванг был нанят для дополнительной разработки персонажа уже в художественном виде.
В телевизионном сериале Halo персонажа исполнил Пабло Шрайбер.

## Биография
В детстве Джон-117 жил в городе Элизиум на планете Эридан II.
Как утверждается в книге «Halo: The Fall of Reach», у Джона в детстве были каштановые волосы, веснушки и небольшая щель между передними зубами. В шесть лет его кандидатуру в качестве одного из 150 кандидатов в программу SPARTAN-II рассмотрела доктор Кэтрин Элизабет Халси. Физически Джон являлся идеальным объектом для проекта: был на голову выше, чем его сверстники, физически совершенен и имел чрезвычайно развитые рефлексы. Его генетическая структура также идеально подходила для проекта. Когда доктор Халси и лейтенант Джейкоб Кейс посетили Эридан II для изучения мальчика, они были поражены его интеллектом и эрудицией. Джона попросили угадать, какой стороной упадёт подброшенная монета. Он наблюдал за монетой и почти всегда правильно предсказывал правильный ответ. Чуть позже Джон и 74 других кандидата шестилетнего возраста были «призваны».
Джону присвоили новое имя — Джон-117, а все аспекты его гражданской жизни ликвидировали. В течение последующих шести лет юных спартанцев готовил старшина Мендез и ИИ Дежа, обучая их истории, военной стратегии и работе в команде. Физической подготовке спартанцев также уделялось большое внимание. В начале процесса обучения Джон подружился с Келли-087 и Сэмом-034, которые стали его близкими друзьями. Гибель одного из них в 2525 году сильно повлияла на Джона. За шесть лет тренировок Джон-117 подружился со всеми своими сверстниками-участниками проекта SPARTAN-II, которые единодушно признали его авторитет.
В возрасте восьми лет спартанцы отправились на первое учебное задание. Их десантировали в лес, окружённый горами, откуда они должны были безопасно добраться до цели — воздушного транспорта «Пеликан». Когда группа достигла «Пеликана», она обнаружила, что транспорт охраняется вооружёнными людьми. Джон показал проницательность и тактическое мышление, оглушив солдат и угнав корабль. За проявление инициативы и находчивости Джона-117 в дальнейшем назначили командиром спартанцев. В сцене-воспоминании романа Halo: First Strike также встречается упоминание о задании по захвату флага, выполненном спартанцами в возрасте 12 лет.
В возрасте 14 лет спартанцев подвергли опасной и болезненной операции по улучшению тела в биохимическом, генном и структурном аспектах. Как результат, из 75 спартанцев лишь 33 сумели без осложнений пройти операцию. 12 спартанцев были в разной степени искалечены и стали инвалидами, способными, однако, к высокой интеллектуальной деятельности (благодаря чему их перевели на службу в другие органы Космического Командования Объединённых Наций). 30 спартанцев погибли в ходе операции. Джон-117 был одним из тех, кому удалось без последствий пережить операцию. Впоследствии он стал первым и единственным командиром подразделения спартанцев и получил звание «мастер главный старшина».
До встречи человечества с Ковенантом Джон-117 и его отряд выполнили ряд важных операций по предотвращению восстаний во Внешних Колониях ККОН (например, подавление мятежа на планете Джерико VII, уничтожение базы повстанцев в системе Эридан и захват мятежного полковника Уоттса), а также занимались ликвидацией разного рода преступной деятельности (уничтожение чёрного рынка возле военной базы ККОН «Рузвельт» и прочее). Несмотря на повышенную секретность как заданий, так и самого факта существования спартанцев, последние получили множество наград от руководства ККОН. Сам Джон-117 также был удостоен наград (например, за захват полковника был представлен к награде «Пурпурное Сердце»).
Когда в 2525 году человечество столкнулось с Ковенантом на колонии Урожайная (Жатва), Джон-117 и другие спартанцы были немедленно призваны в действующие войска ККОН. Первым их заданием на войне с союзом инопланетных рас стало проникновение на секретный полигон ККОН, расположенный на планете Хи Кита. На этом полигоне для спартанцев разрабатывалась специальная броня МЬОЛЬНИР. На этом же задании спартанцы (Джон-117, Сэм-034 и Келли-087) впервые вступили в бой с представителями Ковенанта на борту их судна. Победа осталась за людьми, хотя и была оплачена ценой жизни одного из спартанцев.
К 2552 году война с Ковенантом значительно ухудшила положение человечества — все Внешние Колонии были потеряны, и единственной эффективной мерой замедления продвижения армии Ковенанта был т. н. Протокол Коула. Деятельность и личности спартанцев были рассекречены по решению Второго Отдела Департамента Военной Космической Разведки с целью поддержания боевого духа армии ККОН, поскольку спартанцы за время войны не проиграли ни одного наземного сражения. Став таким образом национальными героями, большинство спартанцев, тем не менее, нашли свою смерть во время решающей битвы за последний бастион человечества — планету Предел (англ. Reach). В ходе этих событий планету удалось покинуть живым и невредимым лишь Джону-117. Вместе с выжившими людьми на борту человеческого крейсера «Столп Осени» он ушёл в пространство скольжения (аналог гиперпространства).

### События Halo: Combat Evolved и романаHalo: The Flood
«Столп Осени», избежав гибели на орбите Предела, вышел из пространства скольжения около неизвестной мегаструктуры в форме мира-кольца — Ореола Альфа. За самим «Столпом Осени» от Предела в погоню последовал небольшой флот ковенантов, и капитан корабля Джейкоб Кейс отдал приказ приготовиться к абордажной битве. Джону-117 было поручено задание в целости и сохранности покинуть корабль вместе с ИИ Кортаной. Высадившись на Ореоле, Джон-117 после недолгих приключений присоединился к силам людей и участвовал в ряде операций — освобождение капитана Кейса с борта вражеского крейсера «Истина и Единение», поиски «Молчаливого Картографа» и Центра Управления Ореолом. Впоследствии одним из первых узнал, что ковенанты ненароком выпустили из лабораторий мира-кольца опасную паразитическую форму жизни — Потоп (англ. Flood). Чуть позже, сотрудничая с ИИ Ореола Альфа — «343 Виноватой Искрой», Джон сумел добыть в Библиотеке Индекс — ключ к активации Ореола. Однако вмешательство Кортаны позволило Джону осознать всю угрозу, которую Ореол создавал для галактики — как сам по себе, так и паразитами Потопа. Разорвав союз с «343 Виноватой Искрой» и став его противником, Джон в конце концов сумел нейтрализовать угрозу, взорвав ядерные реакторы «Столпа Осени», тем самым разрушив мир-кольцо. Кроме Джона-117 и Кортаны, из людей выжить удалось лишь четверым: сержанту Эйвери Джонсону, лейтенанту Элиасу Хаверсону, младшему уорент-офицеру Поласки и капралу УВОД, Локлиру.

### События романаHalo: First Strike
После уничтожения Ореола Альфа Джон и остальные выжившие люди объединили свои усилия, которые вскоре принесли плоды — в отчаянной попытке был захвачен флагман космических сил Ковенанта, «Восхождение Правосудия». Используя его, Джон и другие выжившие вернулись на Предел, где сумели спасти горстку выживших спартанцев, а также вице-адмирала Уиткомба и доктора Халси. Вдобавок ко всему, им удалось захватить артефакт Предтечей, который послужил путеводным маяком для «Столпа Осени», когда тот бежал с орбиты Предела от ковенантского флота. После недолгих приключений, не обошедшихся без жертв (погибли уорент-офицер Поласки, Локлир, спартанцы Ли и Антон), Джон и оставшиеся в живых спартанцы проводят диверсию и уничтожают «Непреклонный Пастырь» — космическую станцию Ковенанта, готовившую вторжение на Землю, попутно уничтожив вражескую армаду из 500 кораблей. После этого все выжившие возвращаются на Землю.

### События Halo 2
Вернувшись на Землю, Джон-117 получает в распоряжение новую версию брони «Мьёльнир» (англ. Mjolnir). Во время церемонии награждения Джона, сержанта Джонсона и дочери капитана Кейса, Миранды на борту космической станции «Каир» на Землю нападает небольшой флот Ковенанта — как позже выяснилось, на Землю прибыл флот Верховного Пророка Сожаления, который не знал, что Земля — родной мир человечества. Потеряв свой флот, Пророк успевает на своём флагмане приземлиться в районе африканского города Новая Момбаса. Благодаря усилиям Джона, станцию «Каир» удаётся защитить от абордажных войск Ковенанта. После этого Джон отправляется в Новую Момбасу, где получает приказ схватить Пророка и помогает местному гарнизону сил ККОН отбить город у ковенантов. Тем временем флагман Пророка Сожаления совершает прыжок в пространство скольжения, нанеся большой урон городу. Джон-117 успевает подняться на борт человеческого судна «Одетый в Янтарь» и последовать за кораблём Пророка.
Выйдя из пространства скольжения, Джон и другие обнаруживают, что им удалось отыскать новый Ореол (Ореол Дельта). В ходе сражения с силами Ковенанта на поверхности Ореола, Джону-117 удаётся ликвидировать Пророка Сожаления. Прибывший флот Ковенанта бомбардирует плазмой остров, на котором проходило сражение. К счастью, Джон успевает скрыться, однако попадает прямо в лапы Могильного Разума, предводителя паразитов Потопа.
После недолгой беседы с Джоном и другим главным героем игры — Арбитром, Могильный Разум отпускает их и телепортирует в разные места. Джон попадает на космическую станцию-столицу Ковенанта — «Высшее Милосердие», где пытается остановить Верховного Пророка Правды. Впоследствии ему удаётся проникнуть на борт дредноута Предтечей, стоявшего в центре станции и отправиться вместе с Пророком обратно на Землю, чтобы продолжить битву.
Дальнейший сюжетный пробел между Halo 2 и Halo 3 восполняется серией комиксов Halo: Uprising. Несмотря на то, что акцент сюжета делается на другом персонаже, в комиксах описывается попытка Мастера Чифа ликвидировать Пророка Правды на борту дредноута. Потерпев в этом неудачу, главный герой прыгает на поверхность Земли прямиком с орбиты, используя кусок обшивки от дредноута.

### События Halo 3
Игра начинается с экстренной высадки Мастера Чифа на поверхность Земли. Отряду десантников ККОН во главе с сержантом Джонсоном удаётся найти и привести Джона-117 в боеспособное состояние, после чего все начинают пробираться через джунгли к спрятанной человеческой базе. В ходе путешествия Мастер Чиф узнаёт, что Ковенантам удалось оккупировать африканский континент и они проводят раскопки таинственного артефакта между руинами Новой Момбасы и горой Килиманджаро. Он также узнаёт, что в самом Ковенанте началась гражданская война, расколовшая некогда единый союз на два противоборствующих лагеря — Сепаратистов и Лоялистов. Сепаратисты, большинством которых стали Элиты во главе со вторым главным героем предыдущей игры, Арбитром, заключили с человечеством перемирие.
Вернувшись на базу, Мастер Чиф встречается с коммандером Мирандой Кейс, которая описывает ему сложившуюся ситуацию. Выйдя на связь с адмиралом Худом, Миранда составляет план по нападению на место раскопок. Конференция прерывается нападением ковенантов-Лоялистов на базу, однако Джону и другим основным персонажам игры удаётся благополучно покинуть базу до её самоуничтожения.
Далее Джон-117 участвует в осуществлении плана по нападению на место раскопок. Уничтожив зенитную артиллерию, он расчищает путь кораблям ККОН, которые безуспешно пытаются остановить дредноут Предтечей с Пророком Правды на борту. Лоялистам удаётся активировать портал и сбежать через него с Земли. Тем временем на Землю из пространства скольжения падает корабль Ковенантов, заражённый Потопом. В его обломках Джон случайно находит устройство с записанным на нём сообщением от Кортаны. Вместе с появившимся ИИ Ореола-Альфа, «343 Виноватой Искрой», Джон отправляется на флагман ковенантов-Сепаратистов, «Тень Намерения». На военном совете между людьми и Элитами последние решают следовать через портал за Пророком Правды. К ним присоединяется ударная группа ККОН под командованием коммандера Кейс. Мастер Чиф также отправляется с ними.
Пройдя через портал, флот Сепаратистов сталкивается с флотом Лоялистов на орбите огромной неизвестной мегаструктуры. Джон, Арбитр, «343 Виноватая Искра» и ещё несколько отрядов людей отправляются на поверхность искусственного мира, где находят карту мегаструктуры. Оказывается, что людям и Ковенантам удалось найти Ковчег — центр управления всеми Ореолами, расположенный вне галактики. Преодолев небольшое сопротивление Лоялистов, Мастер Чиф и другие отправляются на битву с Пророком Правды.
Группе Мастера Чифа удаётся не только сломить наземное сопротивление ковенантов-Лоялистов, но и отключить один из генераторов, генерирующих поле вокруг Ядра Ковчега, в котором находится Пророк. Неожиданно для всех, из портала с Земли в небе появляется «Высшее Милосердие» — станция Ковенантов, захваченная Потопом в конце Halo 2. При падении станция разбрасывает на огромную территорию обломки с паразитами и у сражающихся сторон появляется новый противник. Несмотря на это, Джон и Арбитр успешно осуществляют задуманное — убивают Пророка Правды и останавливают активацию всех Ореолов в галактике.
Покончив с ковенантами-Лоялистами, Джон-117 узнаёт, что на Ковчеге полным ходом идёт строительство нового Ореола, строящегося на замену уничтоженному в первой игре миру-кольцу. Мастеру Чифу удаётся найти и вывезти с обломков «Высшего Милосердия» ИИ Кортану. Они принимают решение активировать недостроенный мир-кольцо, чтобы уничтожить Потоп и его предводителя — Могильного Разума. Отправившись на Ореол, Мастеру Чифу, Арбитру и сержанту Джонсону без труда удаётся найти Центр Управления Ореолом. Однако на их пути встаёт «343 Виноватая Искра», который убивает Джонсона и заявляет, что не позволит уничтожить мир-кольцо и Ковчег. Мастеру Чифу приходится уничтожить бывшего союзника и, активировав Ореол, начать отступление к человеческому кораблю на поверхности Ореола. Успешно осуществив это, Джон и Арбитр улетают с Ковчега и направляются к порталу. Однако во время перехода Ореол взорвался, нарушив работу портала. В результате Джон-117 вместе с Кортаной оказался в той части корабля, которая была выброшена в межзвёздное пространство. Игра заканчивается тем, как Мастер Чиф отправляется в камеру анабиоза и засыпает, ожидая команду спасателей.

## Внешний вид
В видеоиграх Джон-117 никогда не появлялся без брони. Игровые ролики так и не раскрывали его личности (ровно как и полноценного характера). Например, в финальном видеоролике игры Halo: Combat Evolved главный герой снимает шлем, но камера прячет его голову, меняя ракурс. Попытки моддинга обнаружили, что под одним шлемом у него был такой же. В начале Halo 2 герой наоборот, надевает шлем до того, как его лицо попадает в кадр. Определённый шум вызвало «пасхальное яйцо» в бета-версии Halo 3: в многопользовательской игре удалось увидеть черты лица персонажа на просвет через «позолоченную» часть шлема. Представители Bungie заявили, что это — трёхмерный скан лица одного из их сотрудников.
В своих романах Эрик Ниланд и Уильям К. Дитц раскрывают не только характер Джона-117, но даже описывают его внешний вид. В романе Halo: The Flood — книге, идущей параллельно с сюжетом первой игры, в одной из сцен главный герой описывается так:

…Маккей посмотрела в лицо Мастеру Чифу. Тот был коротко стрижен, хотя и не настолько коротко, как она. Серьёзный взгляд, сурово поджатые губы, тяжёлый подбородок. Кожа воина давно не видела лучей солнца и казалась идеально белой, словно спартанец всю свою жизнь провёл в глубокой пещере…— выдержка из романа Halo: The Flood, стр. 107.
Рост Джона-117 составляет около семи футов (218 см) и весит он 430 фунтов (196 кг) в своей броне. Без неё рост составляет шесть футов 10 дюймов (208 см), а весит он 212 фунтов (130 кг).

## Критика и отзывы
В статье в Time Лев Гроссман говорит, что Мастер Чиф представляет собой «новый вид знаменитости для нового и глубоко странного тысячелетия» и является символом растущей легитимности видеоигр как вида искусства.
IGN, Kotaku, Glixel, GamesRadar и The Sydney Morning Herald назвали Чифа «культовым». Персонажа называют фактическим символом консоли Xbox, компании Microsoft и поколения геймеров. Признание Мастера Чифа распространилось на массовую культуру; музей мадам Тюссо в Лас-Вегасе создал восковую скульптуру Чифа. На церемонии Пит Венц из Fall Out Boy назвал Чифа героем нашего времени, таким же, как такие персонажи, как Человек-паук и Люк Скайуокер, для предыдущих поколений. Даунс понял, что его персонаж стал таким популярным, только после того, как дети выстроились в очередь за автографом через год после выхода игры.
Мастер Чиф получил 3 место в списке пятидесяти лучших персонажей компьютерных игр по версии книги рекордов Гиннесса.